# Lijst van burgemeesters van Wijk aan Zee en Duin
Dit is een lijst van burgemeesters van de voormalige Nederlandse gemeente Wijk aan Zee en Duin vanaf de vorming in 1817 tot die gemeente in 1936 opging in de gemeente Beverwijk.
| Ambtsperiode | Naam burgemeester                           | Partij of stroming | Bijzonderheden                                                                                      |
| ------------ | ------------------------------------------- | ------------------ | --------------------------------------------------------------------------------------------------- |
| 1817 - 1827  | Jan (J.) Karshoff                           |                    | tot 1825 schout, tevens maire/schout/burgemeester van Heemskerk (1810-1827)                         |
| 1828 - 1853  | Cornelis (C.) Karshoff                      |                    | tevens burgemeester van Heemskerk (1828-1850)                                                       |
| 1853 - 1862  | Christiaan Stumphius                        |                    | tevens burgemeester van Beverwijk (1848-1862)                                                       |
| 1862 - 1867  | Jacob Johannes Delruël                      |                    | tevens burgemeester van Beverwijk, eerder burgemeester van De Lier en Strijen                       |
| 1867 - 1880  | Arent (A.) Magnin                           |                    | tevens burgemeester van Beverwijk, eerder burgemeester van Hoogwoud, later burgemeester van Veendam |
| 1880 - 1896  | Johannes Paulus de Zwaan                    |                    | tevens burgemeester van Beverwijk (1880-1881)                                                       |
| 1896 - 1897  | jhr. Gerardus Salomon Boreel                |                    | tevens burgemeester van Beverwijk (1882-1897)                                                       |
| 1898 - 1901  | jhr. Jan Carel Wendel Strick van Linschoten |                    | tevens burgemeester van Beverwijk (1898-1933), eerder burgemeester van Texel                        |
| 1901 - 1920  | Herman Hendrik del Court van Krimpen        |                    | |
| 1920 - 1936  | H. Rothe                                    |                    | |